# Baeus scrobiculus
Baeus scrobiculus är en stekelart som beskrevs av Stevens 2007. Baeus scrobiculus ingår i släktet Baeus och familjen Scelionidae. Inga underarter finns listade.